# Iàsnaia Poliana (Prókhorovka)
|  | No s'ha de confondre amb Iàsnaia Poliana (Rússia). |

Iàsnaia Poliana - Ясная Поляна (rus) - és un poble (un khútor) de l'óblast de Bélgorod, a Rússia. El 2010 tenia 8 habitants. Pertany al districte (raion) de Prókhorovka.